# 누적 위계
집합론에서 누적 위계(累積位階, 영어: cumulative hierarchy)는 주어진 연산을 초한 점화식을 사용하여 초한 번 반복하여 구성되는 모임이다.

## 정의
{\displaystyle Q}가 집합을 집합에 대응시키는 연산이라고 하자. 또한, 추이적 집합 {\displaystyle X}가 주어졌다고 하자. 그렇다면, 초한 귀납법을 사용하여, 임의의 순서수 {\displaystyle \alpha \in \operatorname {Ord} }에 대하여 다음과 같은 집합들을 정의할 수 있다.
{\displaystyle Q^{\alpha }(X)={\begin{cases}X\cup \bigcup _{\beta <\alpha }X_{\beta }&\nexists \beta \colon \alpha =\beta +1\\Q\left(Q^{\beta }(X)\right)&\alpha =\beta +1\end{cases}}\qquad (\alpha \in \operatorname {Ord} )}
또한, 다음과 같은 모임을 정의할 수 있다.
{\displaystyle Q^{\operatorname {Ord} }(X)=\bigcup _{\alpha \in \operatorname {Ord} }(X)}
여기서 {\displaystyle \operatorname {Ord} }는 모든 순서수의 모임이다. 이러한 구성을 누적 위계라고 하며, 임의의 대상 {\displaystyle x\in Q^{\operatorname {Ord} }(X)}에 대하여,
{\displaystyle \min\{\alpha \colon x\in Q^{\alpha }\}}
를 {\displaystyle x}의 {\displaystyle Q^{\operatorname {Ord} }(X)}에서의 계수(영어: rank)라고 한다. (만약 {\displaystyle Q}가 주어지지 않았다면, 이는 흔히 폰 노이만 위계에서의 계수를 뜻한다.)

## 성질
{\displaystyle Q}가 집합을 집합으로 대응시키므로, 임의의 순서수 {\displaystyle \alpha }에 대하여 {\displaystyle Q^{\alpha }(X)}는 항상 집합이다.
그러나 {\displaystyle Q^{\operatorname {Ord} }(X)}는 집합이 아니라 고유 모임일 수 있다. 이는 칸토어 역설의 일종이다.

## 예

### 자명한 경우
어떤 집합 {\displaystyle A}에 대하여, {\displaystyle Q}가 상수 함수 {\displaystyle X\mapsto A}일 때, {\displaystyle Q}에 대한 위계는
{\displaystyle Q^{\operatorname {Ord} }=A}가 된다.
{\displaystyle Q}가 항등 함수 {\displaystyle X\mapsto X}일 때, {\displaystyle Q}에 대한, {\displaystyle X}로부터 시작하는 위계는
{\displaystyle Q^{\operatorname {Ord} }(X)=X}
이다. 보다 일반적으로, 어떤 순서수 {\displaystyle \alpha _{0}}가 다음 성질을 갖는다고 하자.
- 임의의 {\displaystyle \alpha \geq \alpha _{0}}에 대하여 {\displaystyle Q}는 {\displaystyle X_{\alpha }}에 대하여 항등 함수이다.

그렇다면
{\displaystyle Q^{\operatorname {Ord} }(X)=Q^{\alpha }(X)}
이다.

### 폰 노이만 전체
{\displaystyle Q={\mathcal {P}}} (멱집합 연산)일 때, {\displaystyle Q^{\alpha }(\varnothing )}는 {\displaystyle V_{\alpha }}로 표기하며, {\displaystyle V=Q^{\operatorname {Ord} }(\varnothing )}를 폰 노이만 전체(von Neumann全體, 영어: von Neumann universe)라고 한다.
체르멜로-프렝켈 집합론에서는 정칙성 공리로 인하여 {\displaystyle V}는 모든 집합의 모임과 같으며, 집합 {\displaystyle S}의 계수 {\displaystyle \operatorname {rank} S}는 다음과 같은 순서수이다.
{\displaystyle \operatorname {rank} S=\min\{\alpha \in \operatorname {Ord} \colon S\subset V_{\alpha }\}}
즉, {\displaystyle S}가 부분 집합으로 등장하는 최초의 단계이다.
{\displaystyle V}는 (모든 집합을 포함하므로) 체르멜로-프렝켈 집합론의 표준 모형이다. 최소 무한 순서수를 {\displaystyle \omega }로 쓰면, {\displaystyle V_{\omega }}는 계승적 유한 집합들의 집합이 되며, 이는 무한 공리를 가정하지 않는 집합론의 모형을 이룬다. {\displaystyle \kappa }가 도달 불가능한 기수일 경우 {\displaystyle V_{\kappa }}는 선택 공리를 추가한 체르멜로-프렝켈 집합론의 모형이며, {\displaystyle V_{\kappa +1}}은 모스-켈리 집합론의 모형이다. 이러한 꼴의 {\displaystyle V_{\kappa }}를 그로텐디크 전체라고 한다.

### 구성 가능 전체
{\displaystyle Q=\operatorname {Def} _{A_{1},\dots ,A_{n}}} (정의 가능 멱집합 연산)일 때, {\displaystyle Q^{\alpha }(X)}는 {\displaystyle L_{\alpha }[A_{1},\dots ,A_{n}](X)}로 표기하며, {\displaystyle L(X)=Q^{\operatorname {Ord} }(X)}를 {\displaystyle X}-구성 가능 집합(영어: {\displaystyle X}-constructible universe)이라고 한다. 흔히 {\displaystyle X=\varnothing }일 경우 {\displaystyle L[A_{1},A_{2},\dots ,A_{n}](\varnothing )=L}로 표기하며, {\displaystyle n=0}일 경우 흔히 {\displaystyle L(X)}로 표기한다.

### 이름
임의의 집합 {\displaystyle X}가 주어졌다고 하자. 그렇다면, 연산
{\displaystyle Q\colon S\mapsto {\mathcal {P}}(S\times X)}
에 대한 누적 위계를 {\displaystyle X}-이름 위계(영어: hierarchy of {\displaystyle X}-names)라고 하며,:188, Definition VII.2.5 {\displaystyle \operatorname {Name} _{X,\alpha }}로 표기한다. 이 개념은 강제법에 핵심적으로 사용된다.

## 역사
1889년에 주세페 페아노는 참 또는 모든 대상들의 모임을 라틴어: vērum 베룸[*](참)의 머리글자 V로 나타내었다.:VIII, XI (페아노는 명제와 이로부터 정의되는 모임을 구별하지 않았다.)
이후 1928년에 존 폰 노이만이 초한 귀납법을 도입하였으나, 폰 노이만은 구성 가능 전체를 도입하지 않았다.:279, §4.10 곧 에른스트 체르멜로가 1930년에 이를 사용하여 폰 노이만 전체 {\displaystyle V}를 최초로 도입하였다.:36–40:270, §4.9